# Trofim
Trofim – imię męskie pochodzące od greckiego wyrazu tróphimos, oznaczające „żywiący, pożywny”. Żyło kilku świętych o tym imieniu. Dawniej było ono częściej nadawane na obszarze działania Kościoła wschodniego, niż Kościoła katolickiego.
Żeńskim odpowiednikiem jest Trofima.
Trofim imieniny obchodzi:
- 11 marca, jako wspomnienie św. Trofima z Laodycei, wspominanego razem ze św. Talusem
- 18 marca, jako wspomnienie św. Trofima z Nikomedii, wspominanego razem ze św. Eukarpionem
- 14 kwietnia lub 30 czerwca, jako wspomnienie św. Trofima, ucznia św. Pawła
- 19 września, jako wspomnienie św. Trofima, wspominanego razem ze świętymi: Sabacjuszem i Dorymedonem
- 29 grudnia[2][3], jako wspomnienie św. Trofima z Arles i św. Trofima, ucznia apostolskiego.

We wcześniejszym Martyrologium Rzymskim znajdowała się również data 23 lipca, jako wspomnienie św. Trofima, wspominanego razem ze św. Teofilem, jednak święci ci nie zostali uwzględnieni w nowym Martyrologium. Ponadto Skarbczyk imion Chruścickiego podaje datę imienin 2 października, bez związku z tradycyjną datą ustalania dnia imienin na podstawie wspomnienia świętego. 
Nazwiska pochodzące od imienia Trofim 

- Trofimczuk
- Trofimczyk
- Trofimenko
- Trofimiak
- Trofimiec
- Trofimienko
- Trofimiuk

- Trofimow
- Trofimowicz
- Trofimowski
- Trofimuk
- Trochim
- Trochimczyk
- Trochimiak

- Trochimiec
- Trochimienko
- Trochimik
- Trochimko
- Trochimowicz
- Trochimów

- Trochimski
- Trochimuk
- Trochym
- Trochymczuk
- Trochymia
- Trochymiak
- Trochymiuk

## Odpowiedniki w innych językach
- białoruski: Трахiм (Trachim)
- francuski: Trophime
- rosyjski: Трофим (Trochim)
- ukraiński: Трохим (Trochym)
- włoski: Trofimo

## Osoby o imieniu Trofim
- Trofim Kornijenko
- Trofim Łysenko